# El Mundo
El Mundo (De Wereld, voluit El Mundo del Siglo Veintiuno, De Wereld van de 21e Eeuw) is een landelijk Spaans dagblad dat uitgegeven wordt in Madrid. Na concurrent El País is de krant in oplage het tweede algemene nieuwsblad van het land. El Mundo is van een uitgesproken rechtse signatuur. De krant is eigendom van het Italiaanse RCS MediaGroup, tevens eigenaar van de Italiaanse krant Corriere della Sera.

## Geschiedenis
De krant verscheen voor het eerst op 23 oktober 1989 en werd opgericht door Pedro J. Ramírez, Alfonso de Salas, Balbino Fraga en Juan González. Pedro J. Ramírez was daarvoor hoofdredacteur bij het inmiddels opgeheven diario 16 geweest, en zette in zijn nieuwe dagblad de lijn van de onderzoeksjournalistiek door. Hun onthullingen ontketenden meerdere schandalen die de toenmalige regering van de socialist Felipe González in verlegenheid brachten, zoals een aantal corruptieschandalen of het staatsterrorisme van de GAL tegen de terroristische Baskische afscheidingsbeweging ETA. Deze onthullingen droegen in niet geringe mate bij aan het verlies van González van de verkiezingen in 1996. Hoewel niet altijd, steunde de krant wel zijn opvolger José María Aznar van de centrumrechtse Partido Popular. Uit deze periode stamt een felle rivaliteit tussen El Mundo en concurrent El País. 
De kritische lijn met de Spaanse socialistische partij, de PSOE, versterkt zich na de terroristische aanslagen in Madrid van 11 maart 2004. De krant blijft de officiële lezing, volgens welke de aanslagen gepleegd zijn door moslimterroristen, aan de kaak stellen. Volgens de redactie is er nooit voldoende onderzocht of de ETA er mogelijk achter zou kunnen zitten, en het feit dat dit niet is gedaan maakt in haar ogen de socialistische regering van Zapatero ook verdacht. Ook lang na de veroordelingen van de vier daders en moslimfundamentalisten, blijft de krant in redactionele stukken hier naar verwijzen. Tegenstanders doen dit af als complottheorie.

## Inhoud
El Mundo staat bekend om zijn conservatieve signatuur. Sinds de oprichting laat de krant zich kritisch uit over de Spaanse socialistische partij en nationalisten en separatisten in regio's als Catalonië en het Baskenland, als het gaat over het statuut van Catalonië of onderhandelingen met de ETA bijvoorbeeld. Van nature ligt de editoriale lijn van het blad dichter bij de denkbeelden van de Partido Popular ('Volkspartij', de Spaanse centrumrechtse partij), maar bij momenten laat zij zich ook kritisch uit over die partij, bijvoorbeeld toen die de Amerikaanse invasie van Irak steunde. Over het algemeen is het blad milder dan andere rechtse bladen als ABC en La Razón, in standpunten over de katholieke kerk of het homohuwelijk bijvoorbeeld. 
El Mundo maakt verschillende bijlagen, onder anderen La luna de Metrópoli, over cultuur en Yo Dona, gericht op vrouwen. Op zondag komt er een magazine met de krant mee. Jaarlijks brengt men ook het Suplemento 100 colegios uit, waarin er een kwalitatieve vergelijking wordt gemaakt van scholen en universiteiten. Dit supplement heeft zich door de tijd heen tot een referentie in de Spaanse educatieve wereld ontwikkeld. 
Naast een nationale editie, brengt de krant ook regionale edities op de markt in verschillende autonome gemeenschappen en provincies.

## Bereik
In de periode juli 2009 tot juni 2010 had El Mundo een gemiddelde dagelijkse oplage van 390.831 exemplaren. Hiermee was het de tweede krant van Spanje, na El País en ruim voor elke andere concurrentie.